# Kleines Hinggan-Gebirge
Das Kleine Hinggan-Gebirge (auch Kleiner Chingan; chinesisch 小兴安岭, Pinyin Xiǎo Xīng’ān Lǐng, russisch Малый Хинган Maly Chingan) erstreckt sich beginnend am Lauf des Songhua Jiang, der es vom Changbai-Bergland trennt, parallel zum Amur (Heilong Jiang) nordwestwärts durch die chinesische Provinz Heilongjiang bis in das Verwaltungsgebiet der Stadt Heihe.
Nur seine südlichen Ausläufer erreichen vereinzelt Höhen von knapp 1500 m, nach Norden flacht es deutlich ab. Im Osten setzt es sich jenseits des Amur in Russland entlang der Grenzen zwischen der Jüdischen Autonomen Oblast und der Oblast Amur bzw. der Region Chabarowsk fort. Dort erreicht es Höhen von knapp 1200 m und geht im Norden in das Burejagebirge über.
Seine Vegetation ist als Bindeglied zwischen dem Laubmischwald des Changbai-Berglandes und der Taiga (Lärchen- und Birkenwald) des nordwestlichen Großen Hinggan-Gebirges anzusehen. Die Wälder des Kleinen Hinggan sind traditionelles Jagdgebiet der Birar-Oroqen, einer tungusischen ethnischen Minderheit Chinas.